# CJ Group
CJ Corporation (tiếng Hàn: CJ 그룹) là một tập đoàn đa quốc gia của Hàn Quốc có trụ sở chính tại Seoul. Tập đoàn bao gồm nhiều doanh nghiệp trong các ngành công nghiệp thực phẩm và dịch vụ thực phẩm, dược phẩm và công nghệ sinh học, giải trí và truyền thông, mua sắm tại nhà và hậu cần. CJ Group ban đầu là một chi nhánh của tập đoàn Samsung cho đến khi tách ra trở thành 1 công ty độc lập khỏi tổ chức mẹ trong những năm 1990.
CJ xuất phát từ "Cheil Jedang" (Hangul: 제일), có nghĩa đen là "doanh nghiệp đường số một" - ngành công nghiệp nơi tập đoàn bắt đầu kinh doanh.
Các công ty con đáng chú ý của CJ bao gồm CJ Cheil Jedang (thực phẩm và đồ uống), CJ Korea Express (hậu cần), CJ Olive Networks (chuỗi cửa hàng chăm sóc sức khoẻ và sắc đẹp và công nghệ thông tin), CJ ENM (giải trí và bán lẻ), và CJ CGV (chuỗi rạp chiếu phim).

## Mua lại
- 1962 Wonhyeong Industrial CO.
- 1968 Mipung Industrial CO.
- 1971 Dongyang Jedang
- 1975 Yongin hog farm
- 1985 Dongryp Industrial Corp.
- 1997 m.net, Cheil Investment & Securities
- 2000 39 Shopping
- 2004 CJ Consortium, Shin Dong Bang Corp., CJ Internet, Planers> (now CJ Internet), Hanil Pharmaceuticals Ind., công ty thực phẩm tại Thổ Nhĩ Kỳ[3]
- 2006 Accord Express (Công ty dịch vụ tại Singaporian)[4]
- 2007 Pioneer Trading, Inc. (now CJ Omnifood), một công ty sản xuất thực phẩm ở Mỹ
- 2009 Onmedia[5]
- 2011 Korea Express[6]

## Công ty con

### Thực phẩm và dịch vụ
- CJ Cheil Jedang's Food Division[7]
- CJ Foodville
  - VIPS
  - Cold stone
  - Tous Les Jours[8]
  - Cầu Tre
- CJ Freshway
- CJ MD1
- CJ N City
- Da Jung Co
- SG SAFETY Corporation

### Mua bán tại nhà và dịch vụ
- CJ O Shopping - trước là CJ Home Shopping
- CJ Telenix
- CJ Olive Young
- CJ Korea Express - mua lại từ Kumho Asiana Group năm 2012, sáp nhập cùng CJ GLS năm 2013
- CJ KIFT - mua lại từ Kumho Asiana Group năm 2012
- SCJ TV Shopping - SCTV5 - Kênh mua sắm tại Việt Nam

### Giải trí, truyền thông
- CJ E&M (trước là O Media Holdings)
  - CJ E&M Music and Live (trước là Mediopia và Mnet Media) - phân phối nhãn, âm nhạc
    - Core Contents Media
    - FNC Entertainment
    - Good Entertainment

  - CJ Entertainment - nhà tài trợ, sản xuất và phân phối
  - CJ E&M Media - sở hữu nhiều kênh truyền hình
    -       - Mnet Channel - kênh âm nhạc giải trí, mua lại vào năm 1997
      - tvN - kênh giải trí tổng hợp
      - Onstyle - kênh thời trang
      - Olive - kênh thực phẩm
      - OCN - kênh phim truyện số 1 Hàn Quốc, mua lại từ Daewoo năm 1999
      - XTM - kênh đời sống nam giới
      - National Geographic Channel
      - insiteTV - kênh trực tuyến
      - Chunghwa TV - kênh Trung Quốc

  - CJ E&M Games
  - CJ E&M SmartMedia
- CJ CGV - chuỗi rạp chiếu phim
- CJ Powercast

### Công nghệ sinh học & dược phẩm
- CJ Cheil Jedang's Biotechnology & Pharmaceutics Division
- Da Jung Co.ltd - Korea Ginseng Story (KGS)

### Cơ sở hạ tầng
- CJ Systems
- CJ Korea Express Construction Bộ phận

### Công ty con trước đây
- CJ Cheil Jedang's Beverage Division - được mua bởi Lotte Group năm 2001
- CJ Investment & Securities - được mua bởi Hyundai Heavy Industries Group năm 2008, bây giờ là HI Investment & Securities.
- CJ Asset Management - được mua bởi Hyundai Heavy Industries Group năm 2008, bây giờ là  HI Asset Management
- ChampVision also known as Champ TV - được mua bởi Taekwang + Heungkuk Finance Groups năm 2011